# Single numer jeden w roku 1989 (USA)
Notowanie Billboard Hot 100 przedstawia najlepiej sprzedające się single w Stanach Zjednoczonych. Publikowane jest ono przez magazyn Billboard, a dane kompletowane są przez Nielsen SoundScan w oparciu o cotygodniowe wyniki sprzedaży cyfrowej oraz fizycznej singli, a także częstotliwość emitowania piosenek na antenach stacji radiowych.

## Historia notowania
| Data publikacji | Piosenka                       | Artysta                |
| --------------- | ------------------------------ | ---------------------- |
| 7 stycznia      | "Every Rose Has Its Thorn"     | Poison                 |
| 14 stycznia     | "My Prerogative"               | Bobby Brown            |
| 21 stycznia     | "Two Hearts"                   | Phil Collins           |
| 28 stycznia     | "Two Hearts"                   | Phil Collins           |
| 4 lutego        | "When I’m with You"            | Sheriff                |
| 11 lutego       | "Straight Up"                  | Paula Abdul            |
| 18 lutego       | "Straight Up"                  | Paula Abdul            |
| 25 lutego       | "Straight Up"                  | Paula Abdul            |
| 4 marca         | "Lost in Your Eyes"            | Debbie Gibson          |
| 11 marca        | "Lost in Your Eyes"            | Debbie Gibson          |
| 18 marca        | "Lost in Your Eyes"            | Debbie Gibson          |
| 25 marca        | "The Living Years"             | Mike and the Mechanics |
| 1 kwietnia      | "Eternal Flame"                | The Bangles            |
| 8 kwietnia      | "The Look"                     | Roxette                |
| 15 kwietnia     | "She Drives Me Crazy"          | Fine Young Cannibals   |
| 22 kwietnia     | "Like a Prayer"                | Madonna                |
| 29 kwietnia     | "Like a Prayer"                | Madonna                |
| 6 maja          | "Like a Prayer"                | Madonna                |
| 13 maja         | "I’ll Be There for You"        | Bon Jovi               |
| 20 maja         | "Forever Your Girl"            | Paula Abdul            |
| 27 maja         | "Forever Your Girl"            | Paula Abdul            |
| 3 czerwca       | "Rock On"                      | Michael Damian         |
| 10 czerwca      | "Wind Beneath My Wings"        | Bette Midler           |
| 17 czerwca      | "I’ll Be Loving You (Forever)" | New Kids on the Block  |
| 24 czerwca      | "Satisfied"                    | Richard Marx           |
| 1 lipca         | "Baby Don't Forget My Number"  | Milli Vanilli          |
| 8 lipca         | "Good Thing"                   | Fine Young Cannibals   |
| 15 lipca        | "If You Don’t Know Me By Now"  | Simply Red             |
| 22 lipca        | "Toy Soldiers"                 | Martika                |
| 29 lipca        | "Toy Soldiers"                 | Martika                |
| 5 sierpnia      | "Batdance"                     | Prince                 |
| 12 sierpnia     | "Right Here Waiting"           | Richard Marx           |
| 19 sierpnia     | "Right Here Waiting"           | Richard Marx           |
| 26 sierpnia     | "Right Here Waiting"           | Richard Marx           |
| 2 września      | "Cold Hearted"                 | Paula Abdul            |
| 9 września      | "Hangin’ Tough"                | New Kids on the Block  |
| 16 września     | "Don't Wanna Lose You"         | Gloria Estefan         |
| 23 września     | "Girl I’m Gonna Miss You"      | Milli Vanilli          |
| 30 września     | "Girl I’m Gonna Miss You"      | Milli Vanilli          |
| 7 października  | "Miss You Much"                | Janet Jackson          |
| 14 października | "Miss You Much"                | Janet Jackson          |
| 21 października | "Miss You Much"                | Janet Jackson          |
| 28 października | "Miss You Much"                | Janet Jackson          |
| 4 listopada     | "Listen to Your Heart"         | Roxette                |
| 11 listopada    | "When I See You Smile"         | Bad English            |
| 18 listopada    | "When I See You Smile"         | Bad English            |
| 25 listopada    | "Blame It on the Rain"         | Milli Vanilli          |
| 2 grudnia       | "Blame It on the Rain"         | Milli Vanilli          |
| 9 grudnia       | "We Didn’t Start the Fire"     | Billy Joel             |
| 16 grudnia      | "We Didn’t Start the Fire"     | Billy Joel             |
| 23 grudnia      | "Another Day in Paradise"      | Phil Collins           |
| 30 grudnia      | "Another Day in Paradise"      | Phil Collins           |